# Дике серце (телесеріал, 2009)
«Дике серце» (ісп. Corazón salvaje) — мексиканська теленовела виробництва компанії Televisa за мотивами однойменного роману (1957) мексиканської письменниці Карідад Браво Адамс. У головних ролях Араселі Арамбула, Едуардо Яньєс, Енріке Роча та Елена Рохо. Прем'єрний показ відбувся на каналі Las Estrellas 12 жовтня 2009 — 16 квітня 2010 років. У новій адаптації сюжет роману «Дике серце» поєднано з сюжетом теленовели «Я купую цю жінку».
Зйомки розпочалися 17 серпня 2009 року і проходили у Веракрусі, Бока-дель-Ріо, Альварадо та Халапа-Енрікес.

## Сюжет
1851 рік, Веракрус. Сестри Леонарда і Марія дель Росаріо Монтес де Ока по смерті батьків живуть під опікою свого кузена Родріго Монтеса де Ока, який закоханий у Марію дель Росаріо, і якого натомість кохає Леонарда. Марія дель Росаріо закохується у рибалку на ім'я Хуан де Діос Сан-Роман, з яким таємно збирається одружитися, про що розповідає Леонарді. Леонарда доносить Родріго, і той перервавши церемонію вінчання, запроторює Хуана де Діос до тюрми на довічне ув'язнення. Вагітну Марію дель Росаріо відправляють на віддалену гасієнду, де вона народжує хлопчика. Леонарда наказує слузі покинути немовля у джунглях, а сестрі повідомляє, що її син помер. Марія дель Росаріо божеволіє від горя, Леонарда зачиняє її в підвалі гасієнди і повідомляє Родріго про її смерть. Родріго замість шукати втіхи в обіймах Леонарди, як та розраховувала, від'їжджає до Європи. До Мексики він повертається з дружиною на ім'я Констанца, яка скоро народжує йому двох доньок-близнючок Рехіну і Айме. Леонарда труїть Констанцу і та помирає. Син Марії дель Росаріо і Хуана де Діос, якого знайшли у лісі і всиновили добрі люди, пізніше знаходить свого справжнього батька і на його смертному одрі присягається помститися Родріго Монтесу де Ока, для чого змінює ім'я на Хуан дель Дьябло. 1880 року він випадково знайомиться з Айме і та стає його коханкою, але скоро виходить заміж за свого багатого кузена Ренато, сина Леонарди та її чоловіка Ноеля Відаля. Ренато дізнається про зв'язок Айме з Хуаном дель Дьябло і вимагає пояснень. Її сестра Рехіна, монастирська послушниця, щоб врятувати сестру і родину від ганьби, повідомляє Ренато, що насправді то вона була коханкою Хуана дель Дьябло, і навіть погоджується вийти за того заміж...

## У ролях
- Араселі Арамбула — Рехіна Монтес де Ока / Айме Монтес де Ока
- Едуардо Яньєс — Хуан дель Дьябло
- Крістіан де ла Фуенте — Ренато Відаль Монтес де Ока
- Енріке Роча — Родріго Монтес де Ока
- Елена Рохо — Леонарда
- Марія Рохо — Клеменсія
- Лаура Флорес — Марія дель Росаріо
- Лаїша Вілкінс — Констанца
- Рене Касадос — Ноель Відаль
- Елізабет Гутьєррес — Росенда
- Освальдо Ріос — Хуан де Діос Сан-Роман
- Себастьян Суріта — Габріель Альварес
- Анжеліка Боєр — Хімена
- Алехандро Авіла — дрктор Пабло Міранда
- Лісардо — Федеріко Мартін Дель Кампо
- Мануель Охеда — Фульхенсіо Беррон
- Сальвадор Пінеда — Аркадіо Солано
- Сільвія Манрікес — Магда / Марлен
- Ісабель Мадоу — Бріжіт
- Ігнасіо Гвадалупе — Педро
- Мішель Рамалья — Лулу
- Бенні Емануель — Колібрі
- Раймундо Капетільйо — Рауль де Марін
- Лусія Гільмаїн — Грізельда
- Хосефіна Ечанове — Кума Ла Бруха
- Артуро Гарсія Теноріо — Сантос
- Патрисія Мартінес — Аврора Гарсія
- Густаво Рохо — Альберто Вільярреаль
- Рікардо Клейнбаум — Філіп
- Сусана Лосано — Маріела Вільярреаль
- Арчі Ланфранко — Сантьяго Альдама де ла Крус
- Івонн Лей — Мейбл де Альдама де ла Крус
- Лола Меріно — Елоїза де Беррон
- Росанхела Бальбо — Інес де Вільярреаль
- Серхіо Акоста — Сервандо
- Хуліо Алеман — оповідач

## Нагороди та номінації
TVyNovelas Awards (2010)
- Номінація на найкращу теленовелу (Сальвадор Мехія Алехандре).
- Номінація на найкращу акторку (Араселі Арамбула).
- Номінація на найкращу лиходійку (Араселі Арамбула).
- Номінація на найкращого актора (Крістіан де ла Фуенте).
- Номінація на найкращу роль у виконанні заслуженої акторки (Елена Рохо).
- Номінація на найкращу роль у виконанні заслуженого актора (Енріке Роча).
- Номінація на найкращу акторку другого плану (Лаура Флорес).
- Номінація на найкращу молоду акторку (Анжеліка Боєр).
- Номінація на найкращу музичну тему (Чаян).

People  en Español (2010)
- Повернення року (Араселі Арамбула)[1].
- Номінація на найкращу молоду акторку (Анжеліка Боєр).
- Номінація на найкращого молодого актора (Себастьян Суріта).

ACE Awards (2010)
- Номінація на найкращу теленовелу (Сальвадор Мехія Алехандре).
- Номінація на найкращу лиходійку (Араселі Арамбула).
- Номінація на найкращу акторку другого плану (Елена Рохо).
- Номінація на найкращого актора другого плану (Рене Касадос).

## Інші версії
- 1956 — Дике серце (ісп. Corazón salvaje), мексиканський кінофільм режисера Хуана Хосе Ортеги, заснований на однойменній радіоновелі, що передувала виходу роману Карідад Браво Адамс наступного року. У головних ролях Марта Рот, Карлос Наварро та Крістіана Мартель.
- 1965 — Дике серце (ісп. Corazón salvaje), венесуельська теленовела виробництва каналу RCTV. У головних ролях Ева Морено, Оскар Мартінес та Доріс Веллс.
- 1966 — Хуан дель Дьябло (ісп. Juan del Diablo), пуероториканська теленовела виробництва Telemundo. У головних ролях Гледіс Родрігес, Брауліо Кастільйо та Мартіта Мартінес.
- 1966 — Дике серце (ісп. Corazón salvaje), мексиканська теленовела виробництва Telesistema Mexicano (пізніше Televisa). У головних ролях Хулісса, Енріке Лісальде та Жаклін Андере.
- 1968 — Дике серце (ісп. Corazón salvaje), мексикансьуий кінофільм режисера Тіто Давісона. У головних ролях Анхеліка Марія, Хосе Алеман та Тереза Веласкес.
- 1977 — Дике серце (ісп. Corazón salvaje), мексиканська теленовела виробництва Televisa. У головних ролях Анхеліка Марія, Мартін Кортес та Сусана Досамантес.
- 1993 — Дике серце (ісп. Corazón salvaje), мексиканська теленовела виробництва Televisa. У головних ролях Едіт Гонсалес, Едуардо Паломо та Ана Кольчеро.